# 22157 Брайянгоран
22157 Брайянгоран (22157 Bryanhoran) — астероїд головного поясу, відкритий 21 листопада 2000 року.
Тіссеранів параметр щодо Юпітера — 3,204.